# El Paraíso, San Luis Acatlán
El Paraíso är en ort i Mexiko.   Den ligger i kommunen San Luis Acatlán och delstaten Guerrero, i den sydöstra delen av landet, 280 km söder om huvudstaden Mexico City. El Paraíso ligger 966 meter över havet och antalet invånare är 154.
Terrängen runt El Paraíso är kuperad, och sluttar söderut. Runt El Paraíso är det ganska glesbefolkat, med 45 invånare per kvadratkilometer. Närmaste större samhälle är San Luis Acatlán, 17,8 km sydväst om El Paraíso. I omgivningarna runt El Paraíso växer huvudsakligen savannskog.